# EP3
EP3 es el tercer EP del músico británico Ringo Starr, publicado el 16 de septiembre de 2022. Fue producido por el propio Starr junto a Bruce Sugar, excepto por el tema "Everyone and Everything", compuesto y producido por Linda Perry.

## Lista de canciones
| N.º   | Título                                                   | Escritor(es)                    | Duración |  |
| 1.    | «World Go Round»                                         | Steve Lukather, Joseph Williams | 4:12     |  |
| 2.    | «Everyone and Everything»                                | Linda Perry                     | 2:50     |  |
| 3.    | «Let's Be Friends»                                       | Bruce Sugar, Sam Hollander      | 4:15     |  |
| 4.    | «Free Your Soul» (con Dave Koz y José Antonio Rodríguez) | Richard Starkey, Bruce Sugar    | 5:28     |  |
| 16:45 |                                                          |                                 |          |  |

## Personal
- Ringo Starr – voz, batería y percusión.
- Steve Lukather – guitarra.
- Linda Perry – guitarra, percusión y coros en "Everyone and Everything".
- José Antonio Rodríguez – guitarra en "Free Your Soul".
- Billy Mohler – guitarra y bajo en "Everyone and Everything".
- Nathan East – bajo.
- Bruce Sugar – teclado y percusión en "Let's Be Friends" y "Free Your Soul".
- Joseph Williams – teclados y coros en "World Go Round".
- Damon Fox – teclados en "Everyone and Everything".
- Dave Koz – saxofón en "Free Your Soul".
- Billy Valentine – coros.
- Zelma Davis – coros.
- Maiya Sykes – coros.
- Sam Hollander – percusión en "Let's Be Friends"